# Warsaw Summer Jazz Days
Warsaw Summer Jazz Days – światowej rangi festiwal jazzowy, organizowany od 1992 roku w Warszawie przez Mariusza Adamiaka (założyciel klubu Akwarium). Początkowo powstał jako przeciwwaga do Jazz Jamboree. Jego oficjalne cele to „promocja jazzu współczesnego niezależnie od jego rodowodu czy przynależności państwowej, prezentowanie tego co najnowsze i najbardziej kreatywne we współczesnym jazzie”.
Trwa cztery dni:
- dwa dni koncertów nowatorskiego jazzu
- dzień otwarty bez biletów na pl. Zamkowym
- koncert finałowy gwiazd w Sali Kongresowej w Pałacu Kultury i Nauki

Na festiwalu wystąpiło wiele światowych gwiazd, m.in. (kolejność alfabetyczna)
- Michael Brecker
- James Carter
- Steve Coleman
- Chick Corea
- Candy Dulfer
- Gil Evans Orchestra
- Béla Fleck
- Melody Gardot
- Herbie Hancock
- Dave Holland
- Ronald Shannon Jackson
- Al Jarreau
- Bill Laswell
- Branford Marsalis
- Jojo Mayer
- Bobby McFerrin
- John McLaughlin
- Al Di Meola
- Pat Metheny
- Marcus Miller
- Modern Jazz Quartet
- Joe Pass
- Joshua Redman
- Vernon Reid
- Pharoah Sanders
- Wayne Shorter
- Steven Seagal
- Steps Ahead
- James Blood Ulmer
- Joe Zawinul
- John Zorn